# TA25
TA25 (Tomb of Amarna 25) è la sigla che identifica una delle Tombe dei nobili ubicate nell'area dell'antica Akhetaton, oggi nota come Amarna, capitale voluta e costruita dal faraone Amenhotep IV/Akhenaton della XVIII dinastia. La città venne abbandonata circa 30 anni dopo la sua fondazione; le tombe vennero abbandonate e in parte riutilizzate in epoca moderna come romitaggi di monaci copti. L'abbandono millenario e i danni causati dalla presenza umana hanno spesso reso irriconoscibili le strutture originarie e danneggiato pesantemente, quando non reso illeggibili, scene pittoriche e rilievi parietali.

## Titolare
TA25 era la tomba di:
| Titolare | Titolo | Necropoli | Dinastia/Periodo | Note             |
| -------- | --- | --------- | ---------------- | ---------------- |
| Ay       | Padre del dio; Sovrintendente a tutti i cavalli del Signore delle Due Terre; Comandante degli arcieri; Portatore di flabello alla destra del re; Scriba reale | Amarna    | XVIII dinastia   | area meridionale |

## Biografia
TA25 rappresenta l'unico esempio, nel panorama delle tombe amarniane, di presenza di informazioni di carattere biografico, viene infatti riportato il nome della moglie del defunto, Teye; trattandosi tuttavia della governante della regina Nefertiti, tale presenza può essere giustificata anche dal rango ricoperto a Corte. Trattandosi di un futuro faraone della XVIII dinastia, si hanno su di Ay molte informazioni, ma nessuna ricavabile da questa sepoltura

## La tomba
TA25 è la più occidentale delle tombe iscritte; quando venne scoperta da Robert Hay, nel 1883, era piena di detriti risalenti molto verosimilmente al Nuovo Regno ma non venne svuotata prima del 1893. Venne classificata da Karl Richard Lepsius con il numero 1. Planimetricamente la TA25 si sviluppa a partire da un ampio ingresso scavato nella parete rocciosa che immette direttamente in un'ampia sala trasversale, non completamente scavata, in cui si ergono, attualmente, quindici colonne che, qualora i lavori fossero stati portati a termine, sarebbero state ventiquattro. Nell'angolo sud della sala si apre una scala che adduce ad un appartamento sotterraneo solo iniziato. Nulla lascia intendere che la sepoltura sia stata utilizzata, il che compatibilmente con la vicenda storica di Ay, la cui tomba da sovrano si trova nella Valle dei Re (KV23), è più che giustificato.
Per quanto attiene alle decorazioni e ai testi, comunque presenti nella TA25: sulla facciata (numeri 1 e 2 in planimetria), l'architrave dell'ingresso reca, sebbene cancellata, una scena della famiglia reale, con il re Akhenaton, la regina, tre principesse, e la sorella della regina Mutnodjemet, in adorazione dell'Aton che occupa la parte centrale dell'architrave. Al di sotto di tale scena sono inoltre rappresentati il defunto e la moglie, Teye, "Governante della Grande sposa reale Nefertiti e Ornamento reale", inginocchiati. Nel corridoio di accesso: scene molto danneggiate, specie nella parte alta, con il re e la regina(3-4) seguiti da tre principesse e da Mutnodjemet in offertorio ad Aton; quest'ultima è accompagnata da due nani, da altri cortigiani e dalla moglie del defunto, Teye, e dallo stesso Ay che, pure, offrono preghiere alla divinità. Sulla parete opposta (5) Ay e Teye con il Grande inno ad Aton; la scena è ben definita anche se danneggiata e, originariamente, doveva avere colori molto brillanti. Nella sala colonnata: nella parte superiore (6-8) il defunto con la moglie, seguiti da quattro funzionari, soldati, stranieri e danzatori, vengono premiati dal re, dalla regina e da tre principesse che si affacciano da un balcone del Palazzo reale; alle loro spalle è presente Mutnodjemet con i due nani e, sullo sfondo, sono rappresentati magazzini del palazzo e l'harem, delle spose straniere del re.
Poco oltre (9), a destra della scena di premiazione dal balcone, è rappresentata la porta del tempio, sovrastata dal disco dell'Aton con raggi oltre il quale il defunto, rivestito delle decorazioni ricevute e indossando i guanti appena ricevuti, viene omaggiato degli amici mentre tre carri sono in attesa. Su altra parete (10) scena rappresentante il Palazzo, non ultimata. Sul fondo della sala colonnata è visibile l'abbozzo di un accesso a una parte più interna della tomba, mai realizzata. Sull'architrave e sugli stipiti (11-12) scena, distrutta, di adorazione dell'Aton da parte del defunto e della moglie inginocchiati; cinque colonne di testo sugli stipiti, pesantemente danneggiati, con il defunto (di cui sono riportati i titoli) e la moglie inginocchiati nella parte bassa. Sugli architravi che uniscono le colonne, e sul soffitto, testi dedicatori e i titoli del defunto al di sotto di alcuni cartigli.

### Annotazioni
1. ↑  La numerazione dei locali e delle pareti segue quella di Porter e Moss 1968, p. 227.
2. ↑  Alto funzionario della Corte amarniana, diverrà faraone alla morte di Tutankhamon con il pre-nome di Kheper-kheperu-Ra.
3. ↑  Benché molto danneggiati e oggi difficilmente distinguibili, Karl Richard Lepsius e Robert Hay hanno preservato, nei loro testi e appunti, i titoli della regina: "L'erede, grande di favori, Signora della grazia, dolce d'amore, Signora del sud e del nord, bella nel viso, luminosa con le due piume, amata dall'Aton vivente, la Grande sposa del re, che egli ama, Signora delle Due Terre, grande d'amore, Nefertiti, che possa vivere in eterno"
4. ↑  Uno dei due è sicuramente indicato geroglificamente con il determinativo che indica il sesso femminile e viene indicato come "il visir della regina, Erneheh", l'altro, pur non differendo nell'abbigliamento, viene indicato come "il visir di sua madre, Pa-Ra" e si deve perciò ritenere sia maschio.
5. ↑  Viene denominato "Piccolo inno", per differenziarlo dal "Grande inno ad Aton" presente solo nella tomba TA25 di Ay, un atto di adorazione di cui si conoscono cinque differenti versioni presenti, oltre che nella TA4, nelle tombe TA8 di Tutu, TA9 di Mahu, TA10 di Ipy e TA23 di Any. Si tratta di un inno più breve di quello indicato come "Grande" ed è imperniato sul ciclo solare e sul rapporto tra l'Aton e il re Akhenaton.
6. ↑  Quando Lepsius e Hay visitarono la TA25 non copiarono questo inno limitandosi a riportare, nei loro appunti, che sulla parete destra esisteva "un lungo testo la cui copia sarebbe stato un lungo lavoro". Solo nel 1883 Urbain Bouriant provvide a copiarlo per intero e a tradurlo nel 1884. Si tratta dell'unica copia completa dell'inno oggi esistente che, dopo alcuni mesi, venne per oltre un terzo distrutto. La versione completa è oggi disponibile anche grazie a integrazioni provenienti da versioni minori presenti in altre tombe dell'area amarniana.
7. ↑  Gli abiti di entrambi erano di brillante colore bianco, collari, bracciali e ornamenti e, nel caso di Teye, il copricapo e alcuni nastri, erano rappresentati con colori molto vividi. Molto definite, infine, le capigliature.
8. ↑  Nell'inno ad Aton il nome della divinità è iscritto in due cartigli come quello dei re, ed è riportato nella cosiddetta "seconda forma didattica", in uso dall'anno IX: "Lunga vita a Ra sovrano dei Due Orizzonti che si rallegra nell'orizzonte, nel suo nome di Ra che è Aton" con l'eliminazione, perciò, di riferimenti ad altre divinità che non siano Ra, ovvero la manifestazione più pura del sole. La "prima forma didattica", usata dall'anno I all'anno IX, prevedeva: "Lunga vita a Ra-Horakhti che si rallegra nell'orizzonte, nel suo nome di Shu che è Aton".
9. ↑  Sono stati rappresentati, quali doni e decorazioni: 18 collane con perline d'oro, di cui 2 con pettorale; 2 collane piatte; 5 collari in file di faience; 4 coppe d'oro (?); 2 vasi in metallo (?); 5 anelli con sigillo; 1 paio di guanti (rappresentati per la prima e, forse, unica volta nella produzione parietale egizia); 12 paia di bracciali.
10. ↑  Singolare il fatto che la famiglia reale, in questa cerimonia, viene rappresentata nuda. Si è ritenuto che tale condizione derivasse dai canoni artistici voluti dal re per esaltare il corpo umano, mentre Petrie riteneva che originariamente i corpi fossero ricoperti di abiti sia pure trasparenti che, con il tempo si erano scoloriti, ma in tal senso nessuna traccia di colore è stata rinvenuta per avvalorare tale ipotesi.
11. ↑  Davies identifica come "harem" una parte del dipinto poiché nelle stanze rappresentate sono presenti solo donne, mentre alcuni servi e guardie maschi sono rappresentati solo al di fuori delle porte. Le donne, inoltre, sono intente a suonare strumenti musicali (lire, arpe triangolari, liuti e arpe più alte da suonare stando in piedi) e a danzare come se tale fosse il modo per trascorrere il tempo in armonia.Che si tratti poi di spose, o concubine, straniere dipenderebbe dall'acconciatura di molte delle donne che esula dai normali e noti schemi di pettinatura egizia del periodo, e che ricorda le acconciature di alcuni rilievi Hittiti e siriani.

### Fonti
1. ↑  Davies 1903, Parte VI, pp. 16-24.
2. 1 2  Porter e Moss 1968, Vol. IV, pp. 228.
3. ↑  Reeves 2001, p. 137.
4. ↑  Lepsius 1849.
5. ↑  Davies 1903, Parte VI, tavv. XXVII e XLI per le foto del Grande Inno ad Aton; pp. 28-29 per la trascrizione e la traduzione.
6. ↑  Davies 1903, Parte VI, pp. 19-21.
7. ↑  Davies 1903, Parte VI, tavv. XXVIII-XXIX e XLII.
8. ↑  Davies 1903, Parte VI, pp. 16-24, tavv. XXII-XLIV.
9. ↑  Porter e Moss 1968, Vol. IV, pp. 228-229.